# H. Warner Munn
Harold Warner Munn (Athol, 5 novembre 1903 – Tacoma, 10 gennaio 1981) è stato uno scrittore fantasy statunitense.

## Biografia

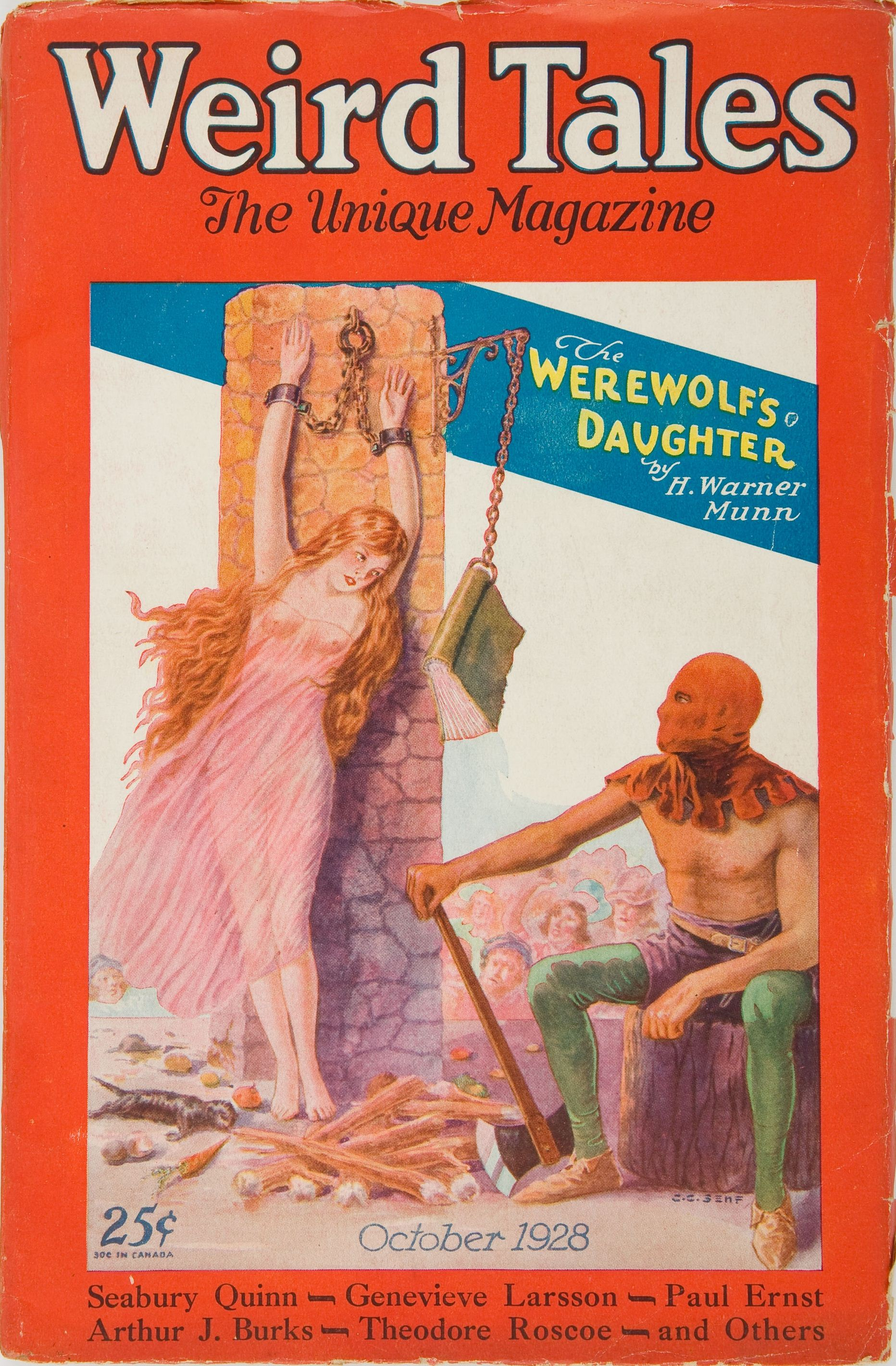
Weird Tales Ottobre 1928

Esordì nel 1925 su Weird Tales, anno in cui inizia a scrivere racconti sui lupi mannari. È opinione comune che a spingerlo verso tale tematica sia stato lo stesso Howard Phillips Lovecraft, suo mentore, tanto che si ritiene che molti suoi scritti sono stati, se non in parte scritti, almeno revisionati dallo scrittore di Providence.
Un esempio di tale tesi è certamente Stirpe di Lupo, breve romanzo su un'entità aliena mutaforma assetata di vendetta contro il genere umano.
Dal 1931 al 1966 Munn rimane totalmente inattivo a causa delle pressioni della famiglia e di un secondo lavoro.

## Opere
Nella sua carriera si contano un corposo poema su Giovanna d'Arco e una serie di romanzi sulla figura di Merlino e la leggenda della Tavola Rotonda. In Italia, oltre a Stirpe di Lupo, è stato pubblicato anche Il dormiente e il veggente, estratto dal romanzo King of the World's Edge, primo del suo ciclo arturiano, nell'antologia La leggenda di Merlino della Newton&Compton, a cura di Gianni Pilo. La saga continuò su The Ship from Atlantis e Merlin's Ring.